# Бенні і Джун
«Бенні і Джун» — кінофільм режисера Джеремайя С. Чечика 1993 випуску з Джонні Деппом, Мері Стюарт Мастерсон і Ейданом Квінном в головних ролях.

## Зміст
Бенні і Джун — брат з сестрою. Бенні — приємний молодий чоловік, він працює механіком. Джун ж хвора на шизофренію, і за нею потрібен постійний нагляд, тому що вона завжди хоче щось підпалити. Джун знайомиться з Семом. Сем привабливий, але трошки дивакуватий, і Джун до нього тягнеться. Вони закохуються одне в одного. Коли про це дізнається Бенні, це йому сильно не подобається.

## Ролі
| Актор                  | Роль                   |
| ---------------------- | ---------------------- |
| Джонні Депп            | Сем                    |
| Мері Стюарт Мастерсон  | Джун Перл              |
| Ейдан Куїнн            | Бенджамін «Бенні» Перл |
| Джуліанна Мур          | Руті                   |
| Олівер Платт           | Ерік                   |
| К.К.Х. Паундер         | Доктор Гарві           |
| Ден Хедайя             | Томас                  |
| Джо Гріфазі            | Майк                   |
| Вільям Мейсі           | Ренді                  |
| Ліен Олександра Кертіс | Клаудіа                |

## Знімальна група
- Режисер — Джерімайя С. Чечик
- Сценарист — Беррі Берман, Леслі Манілі
- Продюсер — Сьюзен Арнольд, Донна Рот, Біллі Бадалато
- Композитор — Рейчел Портман